# غاستون دي وائل
غاستون دي وائل هو لاعب كرة قدم بلجيكي في مركز الهجوم، ولد في 31 ديسمبر 1934 في آندرلخت في بلجيكا، وتوفي في 6 مارس 2008. شارك مع منتخب بلجيكا لكرة القدم. أما مع النوادي، فقد لعب مع رودين فيريفينك ورويال أندرلخت وريسنغ وايت ديرنغ مولنبيك.

## وصلات خارجية
- غاستون دي وائل على موقع الاتحاد البلجيكي (الإنجليزية)
- غاستون دي وائل على موقع قاعدة بيانات كرة القدم.إي يو (الإنجليزية)
- غاستون دي وائل على موقع ناشيونال فوتبول تيمز (الإنجليزية)
- غاستون دي وائل على موقع عالم كرة القدم.نت (الإنجليزية)